# Казариле
Казариле (итал. Casarile) — коммуна в Италии, в провинции Милан области Ломбардия.
Население составляет 3572 человека (2008 г.), плотность населения составляет 510 чел./км². Занимает площадь 7 км². Почтовый индекс — 20080. Телефонный код — 02.
Покровителем коммуны почитается священномученик Власий Севастийский, празднование 3 февраля.

## Демография
Динамика населения:

## Администрация коммуны
- Официальный сайт: